# Onoba filostria
Onoba filostria là một loài ốc biển nhỏ, là động vật thân mềm chân bụng sống ở biển trong họ Rissoidae.

## Miêu tả
Độ dài vỏ lớn nhất ghi nhận được là 2.4 mm.

## Môi trường sống
Độ sâu nhỏ nhất ghi nhận được là 16 m. Độ sâu lớn nhất ghi nhận được là 18 m.